# Stade de Mendizorrotza
Pour les articles homonymes, voir Mendizorrotza.
 (avril 2025).
Le stade Mendizorrotza se trouve à Vitoria-Gasteiz, dans la Communauté Autonome du Pays basque (Espagne). Son titulaire est le Deportivo Alavés, qui joue actuellement en LaLiga Santander, championnat de football de première division espagnol.
Il a été inauguré le 27 avril 1924 et actuellement a une capacité de 19.840 spectateurs.
Il est situé sur l'Avenue Cervantes, dans le complexe sportif de Mendizorrotza. Le stade a subi plusieurs restructurations, la dernière étant la plus importante dans la saison 1998-99 après la troisième promotion de l'Alavés en première division.

### Sources
- (es) Cet article est partiellement ou en totalité issu de l’article de Wikipédia en espagnol intitulé « Estadio de Mendizorroza » (voir la liste des auteurs).